# علم كولورادو

علم ولاية كولورادو

أعتمد علم ولاية كولورادو الحالي في يوم 4 كانون الأول - ديسمبر من سنة 1911 م. ويتألف علم الولاية من أربعة الوان هي الأزرق، الأحمر، الأبيض والأصفر.